# Liriomyza nigrifrons
Liriomyza nigrifrons är en tvåvingeart som beskrevs av Friedrich Georg Hendel 1920. Liriomyza nigrifrons ingår i släktet Liriomyza och familjen minerarflugor. Inga underarter finns listade i Catalogue of Life.